# 4658 Гаврилов
4658 Гаврилов (4658 Gavrilov) — астероїд головного поясу, відкритий 24 вересня 1979 року.
Тіссеранів параметр щодо Юпітера — 3,176.